# Teufelswiese (Gemeinde Gablitz)
Teufelswiese ist ein Flurname in der Marktgemeinde Gablitz in Niederösterreich.
Die Flur liegt im Tal des Gablitzbaches, südlich des Rauchbuchberges auf einer Seehöhe von 340 m ü. A., wo sich Rinnsale aus drei Quellen zum Gablitzbach vereinigen. Die Teufelswiese ist besiedelt und sowohl über die Wiener Straße als auch über den Gasthof Passauerhof in Tulbingerkogel erreichbar.